# Euphorbia pseudoburuana
Euphorbia pseudoburuana es una especie fanerógama perteneciente a la familia de las euforbiáceas. Es endémica de Kenia y Tanzania.

## Descripción
Es una planta suculenta perennifolia con una raíz tuberosa grande y un tallo subterráneo reducido que produce numerosas ramas erguidas con un tamaño de 50 cm de altura, o  débiles ramas extendidas.

## Ecología
Se encuentra entre las hierbas, a menudo en las laderas rocosas, en matorrales  abiertos con Acacia-Commiphora, matorrales espinosos cerca del lecho del río con Acacia mellifera, especies de Kalanchoe; en asociación con Euphorbia graciliramea; en la roja laterita arcillosa del suelo; a una altitud de 1200-1800 metros.
No presenta problemas inusuales en el cultivo; es popular entre los coleccionistas.
Cercana de Euphorbia buruana.

## Taxonomía
Euphorbia pseudoburuana fue descrita por P.R.O.Bally & S.Carter y publicado en Hooker's Icones Plantarum 39: t. 3874. 1982.
Etimología
Euphorbia: nombre genérico que deriva del médico griego del rey Juba II de Mauritania (52 a 50 a. C. - 23), Euphorbus, en su honor – o en alusión a su gran vientre –  ya que usaba médicamente Euphorbia resinifera. En 1753 Carlos Linneo asignó el nombre a todo el género.
pseudoburuana: epíteto latino que significa "parecida a Euphorbia buruana".